# Heliograwiura

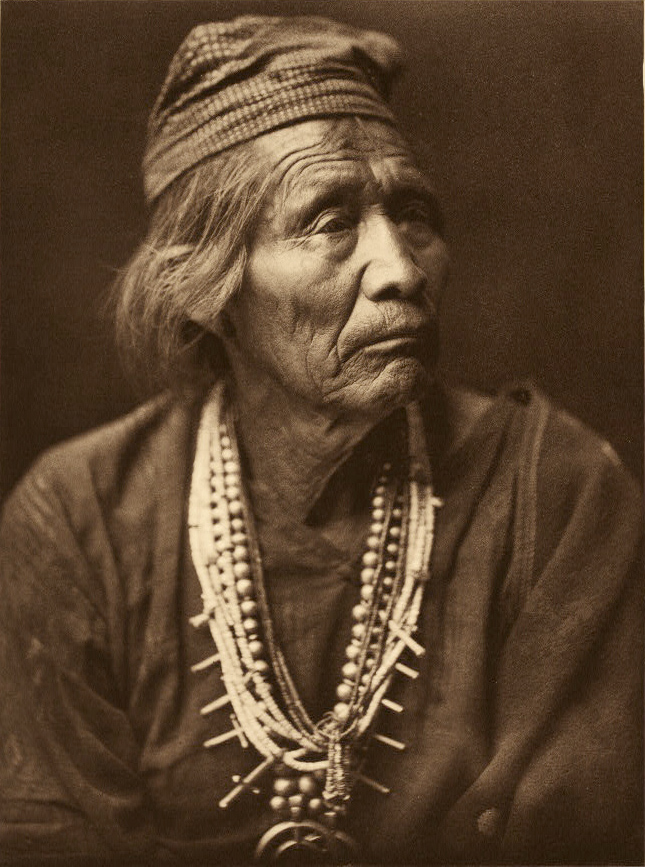
Heliograwiura z początku XX wieku autorstwa Edwarda Curtisa

Heliograwiura (fotograwiura) (gr. helio + grawiura) – rodzaj techniki druku wklęsłego, zbliżony do akwatinty, polegający na fotograficznym przenoszeniu obrazu na płytę metalową (najczęściej miedzianą) i wytrawienie za pomocą emulsji światłoczułej w ten sposób, by miejsca najjaśniejsze stworzyły najpłytsze zagłębienia. Wynaleziona w 1879 przez Karela Klíča.
Papier pigmentowy pokrywa się światłoczułą emulsją żelatynową i kopiuje się na nim pozytyw rysunku przy pomocy silnego źródła światła, uzyskując w ten sposób relief żelatyny. Następnie papier pigmentowy rozprasowuje się na płycie miedzianej posypanej asfaltem syryjskim lub kalafonią, przenosząc na nią cienką warstwę żelatyny (relief). Płytę wykonaną w powyższy sposób fotomechaniczny poddaje się trawieniu chlorkiem żelazowym przy czym rolę rastra spełnia tu proszek asfaltowy. Do druku używa się ręcznej prasy wklęsłodrukowej.
Heliograwiura rozpowszechniona w XIX wieku została wyparta później przez rotograwiurę, gdyż heliograwiura jest metodą drogą i bardzo czasochłonną. Obecnie bywa używana w grafice artystycznej przy łączeniu fotografii przedmiotów lub postaci z kompozycją plam czy linii. Płyty otrzymane techniką heliograwiury można uzupełniać innymi metodami technik druku wklęsłego. Sporadycznie używa się tej techniki także przy reprodukcji dzieł sztuki, gdy trzeba stworzyć niewielką liczbę kopii o bardzo wysokiej jakości.